# Красимира Стоянова
 Тази статия е за българската певица.  За администраторката вижте Красимира Стоянова (администраторка).  
Красимира Стоянова е българска оперна певица, сопран. Учила цигулка в Русенското музикално училище „Веселин Стоянов“ и след това в Пловдивската консерватория. Започва кариерата си като цигуларка, а през 1995 г. дебютира като певица в Националната опера в София.
През 1998 година е забелязана от директора на Виенската опера, Йохан Холендер, който я кани да стане солистка на операта. Тя дебютира на сцената на Виенската опера в ролята на Микаела в „Кармен“ на Бизе. Това отваря вратите за световна слава и позволява участието на Стоянова на сцени като Карнеги Хол, Метрополитън опера, Вашингтонската национална опера, Ковънт Гардън, Залцбургската опера, Лондонската кралска опера, Цюрихския оперен театър, Националната опера в Хелзинки, Националната опера в Берлин, Театро Колон в Буенос Айрес и други.

## Отличия
През 2007 г. Красимира Стоянова е обявена за „Музикант на годината“ от предаването „Алегро виваче“ на БНР.
На 6 октомври 2009 г. е удостоена със званието „камерзенгерин“ от австрийския министър на образованието, изкуствата и културата, което е най-високата титла в Австрия, присъждана на оперни певци.
През 2014 г. Красимира Стоянова получава награда за принос към българската култура и изкуство „Златно перо“